# Chaitophorus melanosiphon
Chaitophorus melanosiphon är en insektsart. Chaitophorus melanosiphon ingår i släktet Chaitophorus och familjen långrörsbladlöss. Inga underarter finns listade i Catalogue of Life.